# زينة (مسلسل)
زينة هو مسلسل درامي مغربي صدر سنة 2014، من إخراج ياسين فنان، وتأليف نرجس المودن، وبطولة كل من سحر الصديقي، وإدريس الروخ، وسهام أسيف، وهدى الريحاني. تدور قصته حول فتاة قروية تسعى لتحقيق حلمها في أن تصبح مطربة مشهورة. عُرض لأول مرة في 28 يونيو 2014 على القناة الثانية المغربية.

## القصة
تدور القصة حول مغنية (رانيا) تعمل في مطعم سياحي، والروكي صديقها وفي نفس الوقت مسؤول عن المغنيين في المطعم يطلب منها أن تقرضه مبلغ من المال ليسدده لأحدهم لأنه يهدده كما يطلب أيضا من حليمة التي بدورها رفضت أيضًا.
تغني مريم في برنامج تلفزيوني ويتفرج عليها أهل الدرب ويغضب والدها ويعجب بها خليل كثيرًا ويتقدم ليطلب يدها. ترفض مريم الزواج وتقرر الهروب إلى الدار البيضاء وتبحث عنها والدتها في كل مكان ولم تجدها.
تهرب مريم من القرية إلى الدار البيضاء وتبحث عن عنوان صديقتها التي ساعدتها على الغناء لكنها أضاعت عنوانها وتتعرض لسرقة حقيبتها وتأخذها الشرطة، أما والدها ووالدتها حزينين وخائفين من أن يكتشف أهل الدوار هروبها وتحصل فضيحة لهما بسببها.
تغني مريم لروكي ويعجبه صوتها ويعدها أنه سوف يساعدها كما يأخذها عند رانيا للعمل عندها كخادمة ورانيا لا تعجبها مريم لأنها تسمعها تغني كما تتدخل عندما تجدها تتدرب مع الملحن على الغناء. يضيع خليل سيارته ويذهب إلى قسم الشرطة كما يطلب من شابين في المقهى أن يجدا له مريم.
تسكن مريم في منزل سكينة وتطلب من الروكي أن تغني فياخذها إلى ملهى وغنت وأعجب بصوتها ووعدها أنه سوف يجعلها تصبح مشهورة وتشعر رانيا بالغيرة منها خاصة أنها كل ما تتصل بة ى روكي تجده معها. يمرض والد الروكي الذي يعمل حارس السيارات، وتذهب لزيارته كما تذهب اليه مريم وهى لا تعلم صلة قرابتهما وتفاجئ بوجود رانيا عنده.
تتعرف مريم على شاب يدعى عمر ويطلب منها الغناء لديه لكنها تخبره موضوع العقد كما أن حسن يخبر حليمة أنه سوف يدفع لها ثمن الشرط الجزائي. يحاول ماروكي مصالحة مريم ويعدها أنه سوف يجد حل للعقد. يبحث خليل عن عمل لأنه يريد البقاء إلى جانب مريم.
يطلب عمر الزواج من مريم ويقدم لها الخاتم كما يأخذها إلى منزله ويعرفها على والديه لكن والدته عاملتها بطريقة سيئة عندما عرفت أن مريم مغنية. يبيع خليل الحشيش وهو لا يعلم كما تسرق منه البضاعة ويخبر صديقه بما حصل معه فيغضب ويخبره أن السلعة كانت حشيش فيخاف خليل ويريد العودة إلى طنجة.
يغمى على حسن وتطلب حليمة الإسعاف وتتحسن حالته قليلًا وتأتي رانيا لزيارته ويعترف أنه يحب حبيبة. تشارك مريم في برنامج تلفزيوني وتتحدث عن علاقتها بوالديها وتتمنى أن يجتمع الشمل ويستمع والدها فيتأثر خاصة وأن الروكي طلب منه مسامحته.

## طاقم التمثيل
- سحر الصديقي بدور مريم
- إدريس الروخ بدور روكي
- سهام أسيف بدور رانيا
- هدى الريحاني بدور حليمة
- عادل أبا تراب بدور علال
- صفاء حبيركو
- سعيد باي بدور خالد
- حسناء طمطاوي بدور حبيبة
- فهد بنشمسي بدور عمر
- عمي إدريس
- نسرين الراضي
- حميد النيدر

## وصلات خارجية
- زينة على موقع قاعدة بيانات الأفلام العربية